# 赵氏邯郸之争
赵氏邯郸之争，是指中国春秋时期晋国新贵族赵氏内部两大族系之间的纷争及对邯郸城的争夺，最后以晋阳的赵简子控制邯郸为终。
晋国到了后期朝政被六卿把持着，而六卿也在各自的领地内改革政治，壮大各自的势力，其中的赵氏更是在赵简子、赵襄子相继担任宗主后积极进行了一系列的改革，从而成为晋卿中实力最强的一族，并完成了“化家为国”的进程，被后人誉为“简襄之迹”或“简襄功烈”，为了更好的进军中原，鉴于邯郸的地理位置，赵氏族内对邯郸城的控制权，也开展了争夺。

## 背景
春秋后期，晋国内部的新旧贵族经过激烈的角逐，以公室为代表的旧贵族急剧没落，以赵氏、韩氏、魏氏、范氏、中行氏、智氏为代表的新贵族迅速崛起，晋国的疆域几乎被新贵族瓜分殆尽，朝政也被六卿把持着，冀南豫北的邯郸一带便纳入了晋国六卿之一赵氏的势力范围中。赵氏的传统势力中心在晋国南部地区。赵简子时期，随着力量的积蓄和膨胀，原有的地区已无法满足需要，所以，进一步向外拓展空间就成为赵氏发展的必然选择。当时，晋国的西边是黄河，南部是六卿中魏氏和韩氏发展地区，赵氏要发展领地，要避免与魏、韩和其他卿族以及新田晋君发生冲突，就只有选择北进和东进两个战略方向。赵简子的北进战略的主要目标是通过营建晋阳并以此为据点向北夺取代地，进一步向黄土高原和内蒙古草原拓展；东进战略的主要目标则是翻越太行山进军中原，把邯郸置于自己的直接统治之下，将赵氏势力的触角伸向华北平原的农耕地区。
前500年，赵简子亲自经营晋阳，而邯郸也成为他的私邑，为了加强对该地的控制，委派同族赵午为“邯郸大夫”治理并建设邯郸。赵氏由此分为两大族系，一个是封邑在晋阳的以赵简子为主的正宗嫡系和封邑在邯郸的以赵午为主的庶传支族。二者虽然属于同祖同宗，但是地位不同，按照宗法关系来说，晋阳赵氏属于赵衰、赵盾、赵朔、赵武、赵成一系，是嫡传正宗，赵简子为宗主，邯郸赵氏是支族，属于赵穿、赵旃、赵胜一系，赵午是小宗。起初，晋阳赵氏和邯郸赵氏各居南北，分途发展，互补干预，但是晋阳赵简子采取积极的向北和向东发展战略，于是导致了两大族系的直接冲突。不久之后，赵简子和赵午二人便围绕着邯郸展开了一场激烈争夺。
这场冲突的直接导火线是卫国进贡的五百家。前500年，赵简子和赵午联合攻打卫国，最后以卫国进奉五百家双方言和。当时这五百家安置在邯郸，前497年春，赵简子筑晋阳城完工，要求伐卫获得的500家迁到他的封邑晋阳，给赵午说：“归我卫贡五百家，吾舍诸晋阳”。赵午期初答应，但是遭到他的父兄的反对，并对他说：“卫是以为邯郸，而置诸晋阳”。赵午只得按照父兄的意思去做，先去侵扰齐国，但是打败，只得把这五百家送给齐国。结果赵简子大怒，将赵午骗到晋阳，并且杀了他，派人到邯郸通知当地的赵氏，让他们另立大夫。赵午之子赵稷和赵午家臣涉宾举兵反叛，赵简子又命上军司马籍率军包围邯郸。

## 过程
赵简子的举动遭到晋国内部另外两个新贵族范氏和中行氏的反对。晋定公知晓后也打算派遣籍秦平叛。赵午是中行氏荀寅的外甥，范氏范吉射和中行氏又是联姻，他们为了反对赵简子很快达成了结盟。晋卿荀寅和晋卿范吉射不但不听调遣，反而于前497年十月起兵攻打赵简子。“范氏、中行氏伐赵氏之宫，赵鞅奔晋阳，晋人围之”。没想到中途有了变化，赵简子骤然转为劣势，围攻邯郸的军队听说范氏和中行氏起兵攻打赵氏，不攻自破。
荀、范还阴谋劫持晋定公，失败后逃到朝歌。一波未平一波又起，前497年十月，晋国新贵族韩简子和魏襄子和智文子又联合范氏内部的反对派，突然向范氏和中行氏发动进攻。战局发生了戏剧性的变化，范氏和中行氏一败涂地，逃到卫地朝歌。这年十二月，赵简子返回晋都，和韩、魏、智三家结成了反范氏和中行氏的短暂联盟。正当赵简子化险为夷的时候，联盟内部却节外生枝。前496年，智氏不愿意看到赵氏势力过于强大，遂向赵简子施加压力，要他杀掉贤臣董安于，董安于为了保全赵氏一族，稳定四家联盟，自杀而亡，使得赵氏又一次转危为安。
前496年，以四家联盟为基础组成的晋军向范氏和中行氏盘踞在朝歌进行进攻。以后，卫、齐、宋、鲁、郑等国为了援助范氏和中行氏也纷纷派出援兵，原来只限于晋国内部新贵族之间的斗争进一步演变成晋国同东方邻国之间的战争。期间双方交战频繁，互有胜负。较重要的战役是前494年晋军二围邯郸、朝歌，和前493年赵简子率军大破郑军等。至前492年十月，赵简子联合韩、赵、魏三家之兵，攻下朝歌，中行氏荀寅北奔邯郸，与赵稷死守邯郸。赵简子久攻不克，损兵折将，元气大伤。他只得率兵回晋阳，以待时机再攻打邯郸。

## 结果
经过数年的厉兵秣马，赵简子认为攻打邯郸的时机成熟了，前491年九月，赵简子率军从武安，奔袭邯郸，三围邯郸。十一月，邯郸守军举城投降，荀寅跑到鲜虞，赵稷跑到临地，邯郸终于落到晋阳赵氏手里，还将邯郸周边及柏人所属地盘全部划入赵氏政权的版图。赵简子以邯郸为中心扩大势力范围，为后来“化家为国”建立强大的赵国奠定了坚实的基础，也拉开了赵氏立国的历史序幕。

## 影响
此次纷争影响深远，又引发了晋国内部新贵族之间的以及晋国同东方邻国齐、卫之间的一系列错综复杂的矛盾和冲突，结果演变城一场旷日持久的战争，直到赵简子占据邯郸才基本结束。赵简子夺取邯郸城是其东进战略的重大胜利，赵氏联合韩、魏、智氏消灭了中行氏和范氏两股势力，结束了晋国内部六卿专政并列的局面，在晋国新贵族内部斗争中取得决定性的胜利；在夺取邯郸城的过程中，赵氏连连取得朝歌、中牟、柏人等地，扩大了底盘，势力迅速崛起称为新贵族中最强的一支；对邯郸的控制，还实现了赵氏对今冀南地区一带直接而稳定的统治，也建立了向华北平原进一步发展的前进阵地和桥头堡。前475年，赵襄子继位，又联合魏、韩两家灭掉了智氏之后，又兼并了代国，赵国在今冀南和豫北的疆域大致形成。所以说赵氏夺取邯郸奠定了战国时期赵国在今华北平原的基本格局，也奠定了赵都邯郸的历史基础。